# Elektrický paralyzér

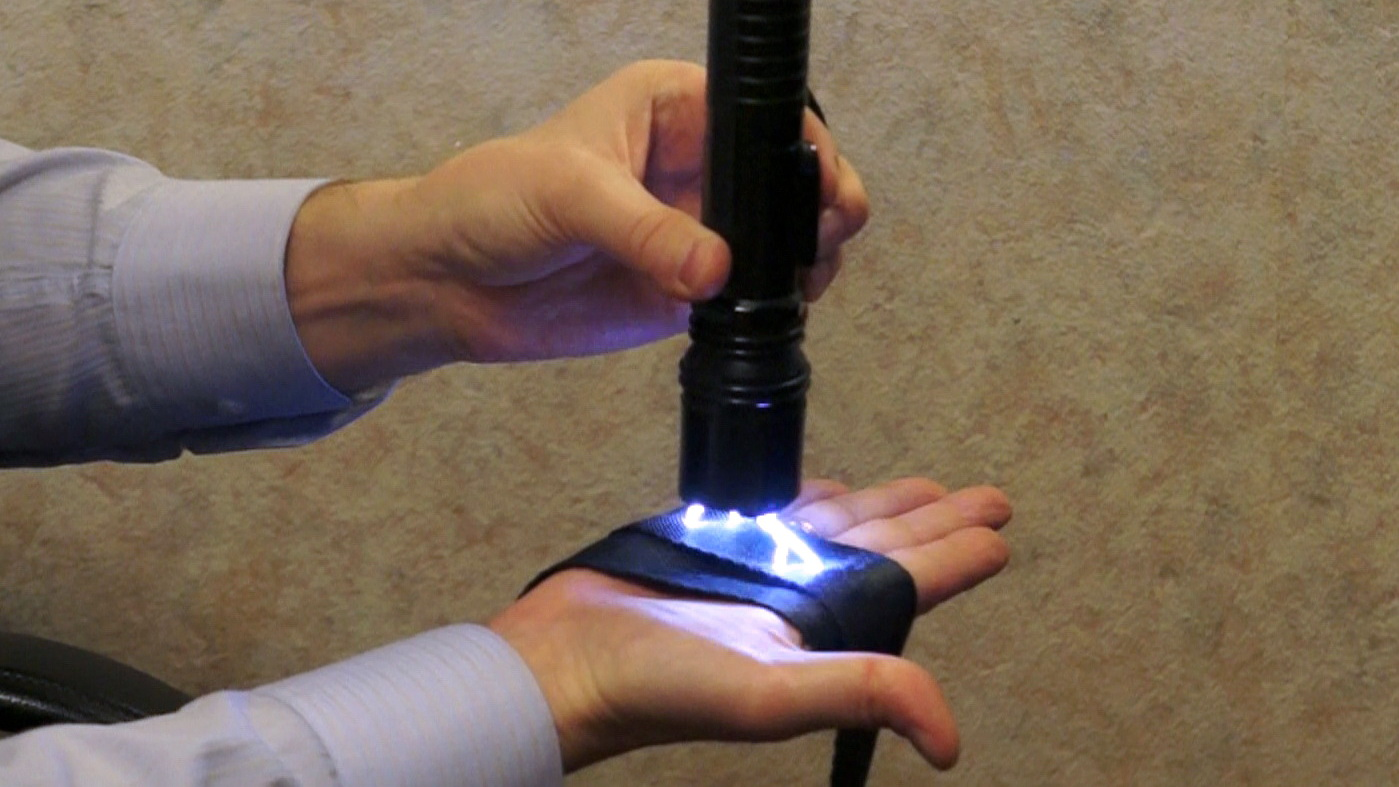

Elektrický paralyzér je neletální (nesmrtící) zbraň založená na účincích elektrického proudu. Útočník je dočasně zneškodněn po působení elektrického šoku, který ochromí funkci příčně pruhovaného svalstva. Elektrický paralyzér se používá především v sebeobraně a při policejních zákrocích.

## Princip elektrického paralyzéru
Elektrický paralyzér generuje z nízkého vstupního napětí vysoké výstupní napětí. Jako zdroj napětí se obvykle používá baterie s napětím od 1,5 do 12 V. Napětí ze zdroje prochází zesilovacím obvodem, kde je znásobeno na 200 000 až 500 000 voltů, ale dochází ke snížení intenzity elektrického proudu. Součástí tohoto obvodu je také oscilátor měnící kmitočtovou charakteristiku proudu a kondenzátor umožňující uchování energie potřebné k vytvoření výboje. Následně je elektrický proud přiveden na kontaktní elektrody, které jsou přiloženy k tělu útočníka.
Pokud je elektrický paralyzér spuštěn naprázdno (bez kontaktu s útočníkem), je mezi kontaktními elektrodami patrný elektrický oblouk.
Pro vhodné použití paralyzéru je nutné přiložit přístroj přímo k tělu (ideálně na vzdálenost 1-1,5 cm). Ideálně na nezakryté místo přímo na pokožku.